# NLL sezon 2003
Sezon rozpoczął się 27 grudnia 2002 roku, a zakończył 3 maja 2003 roku. W tym sezonie zespół Washington Power zmienił nazwę na Colorado Mammoth. W tym sezonie nie rozgrywano All Star Game. W tym sezonie do rozgrywek dopuszczono kobietę Ginny Capicchioni, która grała w zespole New Jersey Storm. Zagrała tylko w jednym meczu. Był to siedemnasty sezon zawodowej ligi lacrosse (licząc sezony EPBLL i MILL). Mistrzem sezonu została drużyna Toronto Rock.

## Wyniki sezonu
W – Wygrane, P – Przegrane, PRC – Liczba wygranych meczów w procentach, GZ – Gole zdobyte, GS – Gole stracone
| Kwalifikacja do playoffs |

| Wschodnia Dywizja  |   |    |       |     |     |
| Drużyna            | W | P  | PRC   | GZ  | GS  |
| Colorado Mammoth   | 9 | 7  | 0.563 | 226 | 223 |
| Philadelphia Wings | 8 | 8  | 0.500 | 203 | 209 |
| New York Saints    | 3 | 13 | 0.187 | 198 | 239 |
| New Jersey Storm   | 3 | 13 | 0.187 | 187 | 220 |

| Centralna Dywizja     |    |   |       |     |     |
| Drużyna               | W  | P | PRC   | GZ  | GS  |
| Rochester Knighthawks | 12 | 4 | 0.750 | 214 | 173 |
| Buffalo Bandits       | 12 | 4 | 0.750 | 231 | 188 |
| Albany Attack         | 8  | 8 | 0.500 | 198 | 191 |
| Columbus Landsharks   | 8  | 8 | 0.500 | 184 | 203 |

| Północna Dywizja   |    |    |       |     |     |
| Drużyna            | W  | P  | PRC   | GZ  | GS  |
| Toronto Rock       | 11 | 5  | 0.688 | 195 | 164 |
| Calgary Roughnecks | 9  | 7  | 0.563 | 209 | 207 |
| Vancouver Ravens   | 9  | 7  | 0.563 | 208 | 196 |
| Ottawa Rebel       | 4  | 12 | 0.250 | 174 | 214 |

### Playoffs

#### Ćwierćfinały
- Calgary Roughnecks 9 – Buffalo Bandits 16
- Vancouver Ravens 12 – Colorado Mammoth 15

#### Półfinały
- Colorado Mammoth 11 – Toronto Rock 15
- Buffalo Bandits 13 – Rochester Knighthawks 16

### Finał
- Toronto Rock 8 – Rochester Knighthawks 6

## Nagrody
| Nagroda                        | Zwycięzca      | Drużyna          |
| ------------------------------ | -------------- | ---------------- |
| MVP sezonu                     | Gary Gait      | Colorado Mammoth |
| Najlepszy debiutant sezonu     | Brian Langtry  | Colorado Mammoth |
| Najlepszy trener sezonu        | Darris Kilgour | Buffalo Bandits  |
| MVP meczu finałowego           | Bob Watson     | Toronto Rock     |
| Najlepszy strzelec (61 bramek) | Gary Gait      | Colorado Mammoth |